# Trollbabe
Trollbabe is een role playing game. In een fantasy-variant van middeleeuws Scandinavië leven mensen en trollen niet altijd zonder problemen met elkaar samen. En de trollbabes - noch mens, noch trol - raken altijd in die problemen verstrikt.

## Genre
Middeleeuws Scandinavië (fjorden, uitgestrekte bossen, kleine agrarische gemeenschappen, sneeuw, rotsachtige eilandjes omgeven door een woeste zee), met fantasy-elementen: de mensen kennen tovenaars, er zijn trollen die macht hebben over natuur-magie, en er zijn precies zoveel demonen, ondoden, draken en andere wezens als de spelers zelf in het spel brengen.

## Karakters
Iedereen behalve de gamemaster speelt een trollbabe, een vrouw van minstens een meter negentig met horens. De karakters van de spelers zijn ook de enige trollbabes die je ooit zal tegenkomen in de wereld. Doordat ze ergens tussen mensen en trollen in zitten worden ze vaak te hulp geroepen wanneer er conflicten zijn; ook hebben ze nogal de neiging zonder dat ze het zelf willen verstrikt te raken in de problemen van anderen. Eigenlijk is de trollbabe een vrouwelijke, Noorse en mythische variant van de bekende westernheld: een outsider die zijns ondanks de problemen van een dorpje moet gaan oplossen.
Het maken van een karakter is bijzonder simpel. Je kiest een nummer tussen 2 en 9, dat aangeeft hoe goed je bent in vechten en magie. Hoe lager, hoe beter je bent in magie. Hoe hoger, hoe beter je bent in vechten. Hoe dichter in de buurt van het midden, hoe beter je bent in sociale interactie.
Dit ene nummer is alles aan je karakter dat mechanische invloed heeft op het spel: de rest is alleen maar kleur. Zo moet je kiezen of je beter bent in menselijke of in trollen-magie, kies je een persoonlijkheid uit het lijstje scary, sexy, fun, insightful, feisty, perky, beschrijf je hoe je horens eruitzien en bedenk je een mensen-voorwerp en een trollen-voorwerp dat je bij je hebt. Als laatste teken je een plaatje van je karakter.

## Regels
Trollbabe is in principe een vrij simpel systeem. Wanneer een trollbabe in een conflict komt wordt er eerst bepaald wat de stakes zijn, waar het conflict om gaat. Dan kiest de speler welk soort actie (vechten, magie of sociaal) hij wil uitvoeren; hij rolt een d10, vergelijkt de uitkomst met het nummer van zijn trollbabe, en dan heeft hij ofwel succes ofwel falen. Faalt hij, dan mag de speler vertellen wat er gebeurt, met dien verstande dat de stakes niet gehaald worden. Heeft hij succes, dan mag de Game Master vertellen hoe de stakes wel gehaald worden.
Er zijn echter allerlei regels die dit heel simpele basisidee ingewikkelder maken. Conflicten kunnen een verschillend aantal successen nodig hebben om gewonnen te worden. De trollbabe gewond raken op of andere manier benadeeld worden wanneer zij faalt bij een rol. Met name in langere conflicten kan dit een probleem worden voor de trollbabe. Een andere complicatie is dat spelers kunnen kiezen om meer dan één actie type tegelijk te gebruiken.
Maar het meeste invloed op het spel hebben de 'rerolls'. Wanneer een trollbabe een rol heeft verloren hoeft ze niet bij de pakken neer te zitten: ze kan namelijk gebruikmaken van een van de mogelijkheden om een 'reroll' te krijgen, zodat ze de dobbelsteen opnieuw mag gooien. Standaard zijn er vijf van zulke mogelijkheden, die je elk één keer per sessie mag gebruiken: een object dat je bij je hebt, een plotselinge helper, een gevonden voorwerp, een herinnerde toverspreuk en een handige geografische situatie. Je moet dan vertellen wat je precies gebruikt en hoe, en dan mag je opnieuw rollen. Hierbij heeft de speler volledige vrijheid om nieuwe voorwerpen, karakters en dergelijke te bedenken.
Daarnaast kan je nieuwe mogelijkheden voor 'rerolls' krijgen, namelijk door relaties aan te gaan. Relaties kan je hebben met vrienden, maar bijvoorbeeld ook met vijanden - ook een vijand kan immers iets doen dat jou helpt. Elke relatie mag je ook één keer per sessie gebruiken om een reroll te krijgen, als je althans iets kan vertellen waaruit blijkt dat die persoon jou helpt. Het gemakkelijkst is dat natuurlijk als de persoon in de scène aanwezig is; maar je zou ook je trollbabe een oude, wijze raad van haar al jaren overleden mentor kunnen laten herinneren. Ook hier heeft de speler het in principe in de hand.
Die vrijheid van de spelers blijkt ook al bij het opstarten van conflicten: elke speler kan op elk moment een conflict opstarten en daarvan de stakes bepalen. Dat betekent dat een speler kan zeggen "Ik wil een conflict om te kijken of ik bandieten in een hinderlaag opmerk". Wint de speler het conflict, dan zijn er dus bandieten in een hinderlaag. De speler zou ook kunnen zeggen "Ik wil een conflict om te kijken of ik de bandieten die hier in een hinderlaag liggen op tijd opmerk". Daarmee heeft de speler dus plotseling bandieten in het spel gebracht waarvan daarvoor nog niemand wist dat ze bestonden - ook de Game Master niet.
Trollbabe is bedoeld om langere tijd te spelen, hoewel dat niet noodzakelijk is. In een langer spel hebben de spelers de keuze de schaal van de scenario's steeds hoger te leggen. In eerste instantie gaan de problemen die ze tegenkomen altijd over individuele personen, maar naarmate het spel vordert kunnen ze uiteindelijk zelfs over de hele wereld gaan. De schaal kan nooit terug omlaag worden gebracht. Op die manier kan je in Trollbabe een epische campagne spelen die begint op persoonlijke schaal en uiteindelijk over het lot van alle mensen en trollen gaat.

## Weetjes
Ron Edwards, de maker van Trollbabe, heeft ook de RPGs Elfs en Sorcerer gemaakt. Daarnaast schreef hij een aantal invloedrijke essays over RPG-theorie.